# NMBS/SNCB-Reihe 27
Die Lokomotiven der Reihe HLE 27 ist eine Baureihe von Elektrolokomotiven, die seit 1981 von der belgischen Bahn für die Bespannung von Personen- und Güterzügen eingesetzt werden. In den 1980er Jahren wurden 60 Fahrzeuge gebaut und mit den Nummern von 2701 bis 2760 bezeichnet. Als bisher einzige Lokomotive dieser Baureihe wurde die 2719 aufgrund eines Unfallschadens im Dezember 2019 verschrottet.
Die Folgebaureihen HLE 11, HLE 12 und HLE 21 sind annähernd baugleich, allerdings verfügen sie nur über etwa 2/3 der Leistung der HLE 27. Darüber hinaus sind die HLE 11 und HLE 12 auch grenzüberschreitend einsetzbar.
Die HLE 27 darf mit Ausnahme bis nach Aachen Hbf gefahren werden, da die Gleise 6 bis 9 über eine wechselbare Oberleitungsspannung von 3 kV Gleichstrom und 15 kV Wechselstrom verfügen. Dies wird genutzt, um verkehrende Nacht- und Turnuszüge sowie in Belgien verendete ICE 3 der DB-Baureihe 406 nach Deutschland zu fahren. Das Abschleppen der ICE-Züge hat die HLE 18 mittlerweile übernommen.
Am 27. April 1991 brach die Lok 2711 den Weltrekord des „längsten Personenzuges der Welt“, indem sie 70 Reisezugwagen mit einer Gesamtlänge von 1732,90 m und einem Gewicht von 2792,50 t von Gent St. Pieters nach Oostende schleppte, alles zugunsten des gemeinnützigen Projektes „Kom Op Tegen Kanker“. Der Zug bestand aus der Lokomotive 2711 und Reisezugwagen der Bauart M4, M5, I6 und I10.
Der 2714 wurde zwischen 1994 und Ende der 90er Jahre auf beiden Seiten mit dem Logo des EurailCargo-Labels „Carad“ verziert.
Die 2737 wurde im gleichen Zeitraum auf einer der Seitenwände mit dem EurailCargo-Logo „Belvetic“ verziert.

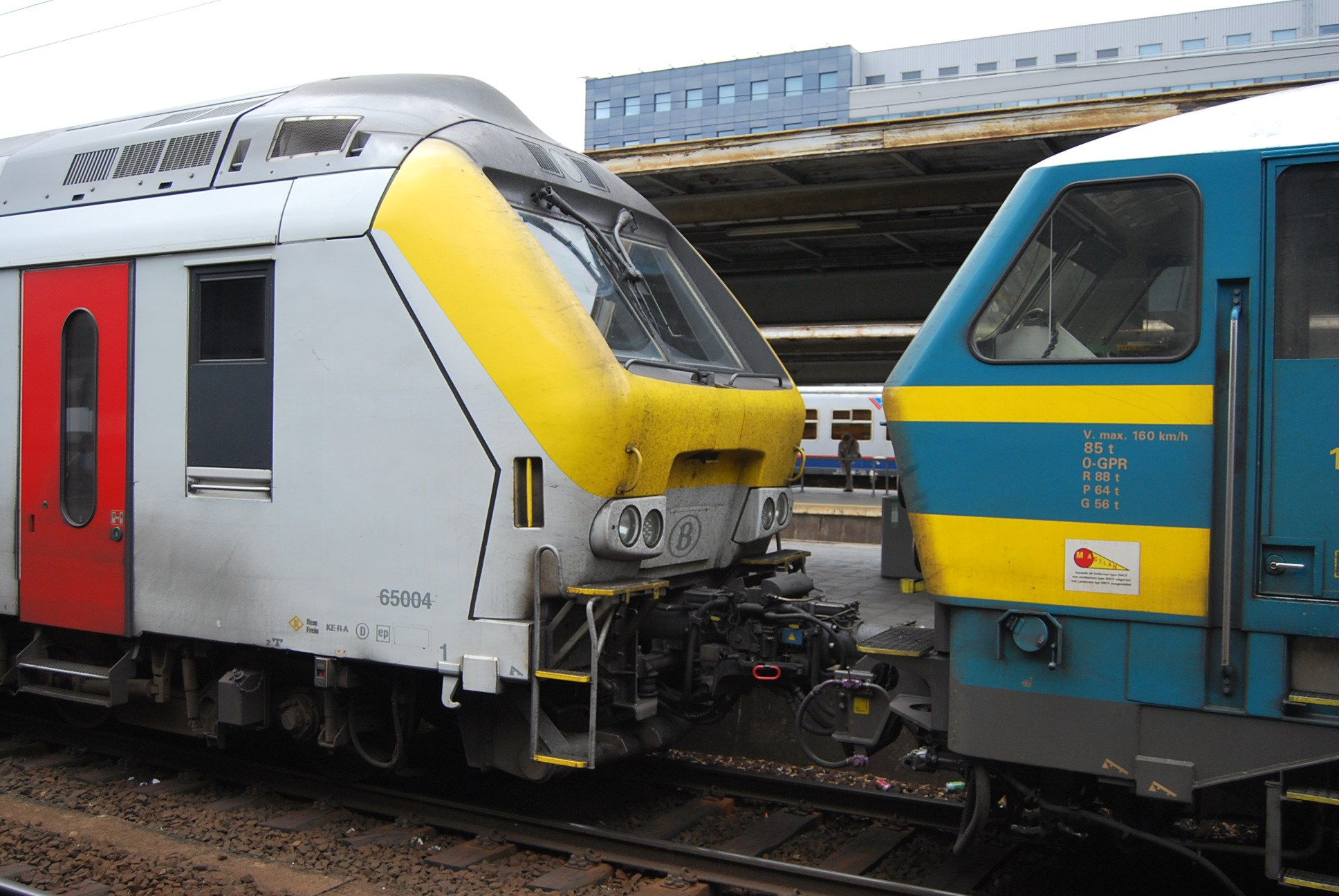
Automatische Mittelpufferkupplung, hier mit einem Steuerwagen Typ M6

Seit 2006 wurde in alle Loks MUX eingebaut, eine Wendezugsteuerung, mit der sie von den Steuerwagen Typ M6 gesteuert werden können. Neben der Wendezugsteuerung verfügen die Maschinen 2742–2760 außerdem über automatische Mittelpufferkupplungen (Bauart GF), um triebzugähnliche Flügelzüge auf der Achse Blankenberge / Knokke – Gent – Brüssel – Löwen –Lüttich / Genk fahren zu können.
Mit Indienststellung der HLE 18 werden die Fahrzeuge der Reihe HLE 27 stark aus ihrem ursprünglichen Einsatzgebiet, den Intercity-Zügen mit Doppelstockwagen auf Hauptstrecken, verdrängt. Seit der zweiten Jahreshälfte 2012 werden hauptsächlich P-Züge (Hauptverkehrszeitverstärker) und einzelne Intercity-Züge bespannt, am Wochenende gibt es nur noch vereinzelte Leistungen.
Anfang 2023 wurden 3 HLE 27 von der SNCB an den Bauzugdienstleister Certus Rail Solutions verkauft. Diese sollen in Zukunft für Infrabel und Strukton, hauptsächlich Arbeits- und Bauzüge ziehen. Die Lokomotiven 2707 und 2737 wurden dafür in der Lokwerkstatt von Antwerpen Noord, in ein neues Design des Unternehmens beklebt.

## Trivia
Die HLE 27 wurde von den Modellbahnherstellern Lima und L.S. Models in der Spurweite H0 auf den Markt gebracht.

### Videos zur Rekordfahrt der 2711
- https://www.youtube.com/watch?v=rJgYUJ96d4g
- https://www.youtube.com/watch?v=BP3dBorMfQY
- https://www.youtube.com/watch?v=oWHf55lWHCM